# Berliner Hochschule für Technik

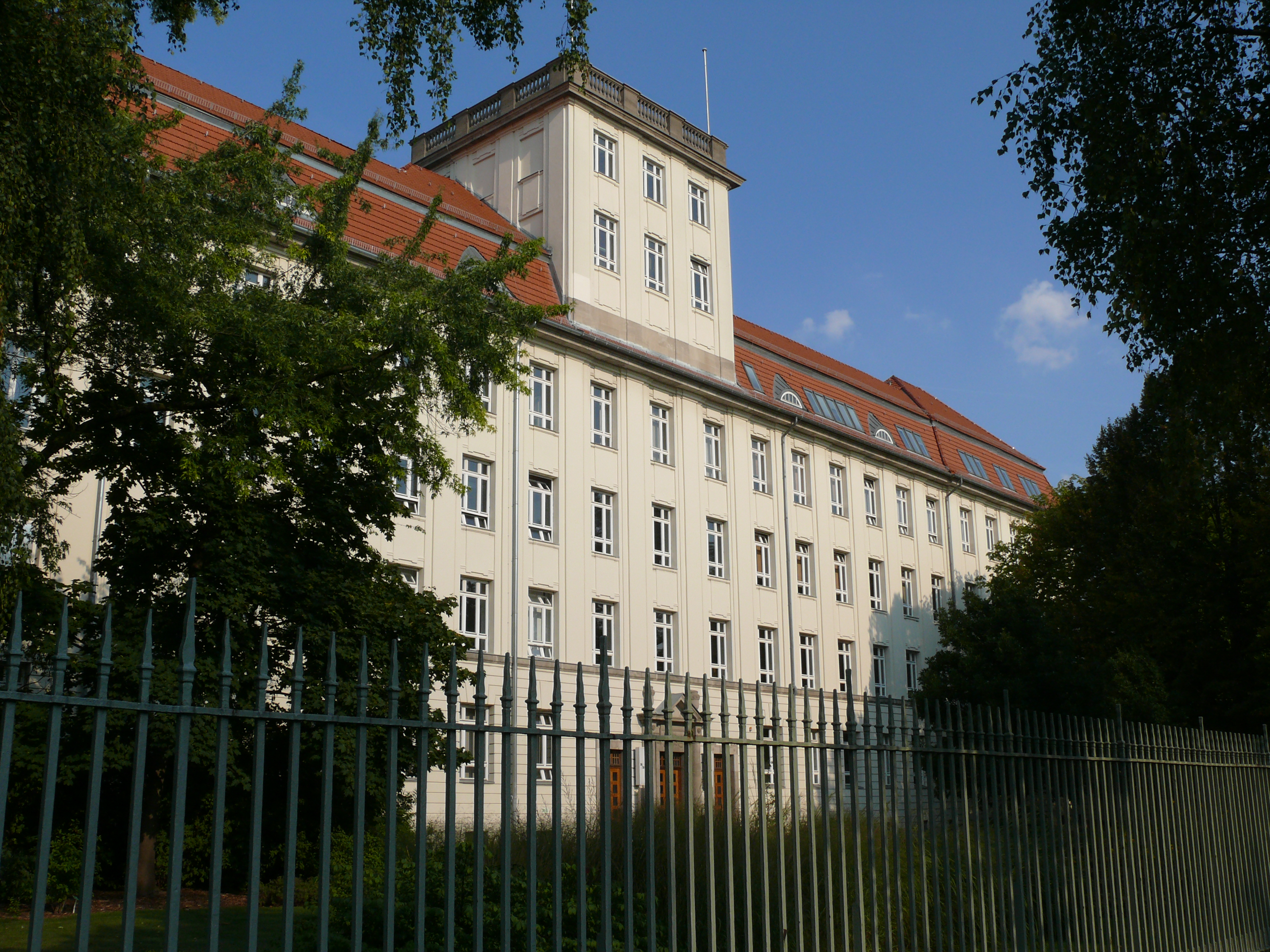
Zentrale in der Lütticher Straße in Berlin-Wedding

Die Berliner Hochschule für Technik (BHT, von 2009 bis 2021: Beuth Hochschule für Technik Berlin, von 1971 bis 2009: Technische Fachhochschule Berlin) ist eine staatliche Hochschule in Berlin. Mit rund 80 Studiengängen in acht Fachbereichen ist sie eine der größten ingenieurwissenschaftlichen Hochschulen in Deutschland. Knapp 300 Professoren lehren an der BHT.
Die Berliner Hochschule für Technik setzt den Fokus auf technikbasierte Studienprogramme. Daneben gibt es interdisziplinäre Forschungsaktivitäten. Innovation, Anwendbarkeit und Praxisnähe zählen zu den Zielen der Hochschule.

## Geschichte

### 1823–1971
Im Jahr 1823 erfolgte die Gründung einer Lehr- und Forschungsanstalt für Gartenbau in Berlin, des Beuth-Thaer’schen Gewerbeinstituts. 1878 entstand die Baugewerkschule Berlin (zunächst in privater Trägerschaft) und 1880 die kommunale Erste Handwerkerschule Berlin. 1882 folgte die Fachschule für Maurer und Zimmerer. Seit 1892 bestand die Städtische Maschinenbauschule Max Eyth Berlin. Alle genannten Einrichtungen hatten verschiedene Standorte.
Im Jahr 1909 kam es zur Gründung der Ingenieurschule Beuth. Ebenfalls für die spätere Entwicklung bedeutend war die um 1910 eingerichtete I. Technische Mittelschule im Wedding, Lütticher Straße 37–39. 1914 wurde die Königlich Preußische Baugewerkschule Neukölln in der damals noch selbständigen Stadt Neukölln (ab 1920 Teil von Groß-Berlin) eröffnet. 1919 entstand die Gewerbeschule Charlottenburg, 1922 folgte die Ingenieurschule Gauß. Am 3. Mai 1936 wurde die Höhere Graphische Fachschule der Stadt Berlin eingeführt.

### 1971 bis heute
Die später eingeweihte Technische Fachhochschule Berlin ging aus den vier 1966 gegründeten Berliner Staatlichen Ingenieurakademien hervor:
- Die Staatliche Ingenieurakademie für Gartenbau ging aus der 1823 gegründeten Gärtnerlehranstalt zu Schöneberg und Potsdam-Wildpark hervor. Sie ist die älteste gärtnerische Lehranstalt Deutschlands.
- Die Staatliche Ingenieurakademie Gauß entstand aus der 1880 eröffneten Ersten Handwerkerschule Berlin.
- Die Staatliche Ingenieurakademie Beuth ging aus der 1909 gegründeten Technischen Mittelschule Berlin hervor.
- Die Staatliche Ingenieurakademie für Bauwesen Berlin entstand 1945/1946 durch die Zusammenlegung zweier Bauschulen zu den Vereinigten Bauschulen von Groß-Berlin. Dabei handelte es sich um die
  - Baugewerkschule Neukölln – Leinestraße, hervorgegangen aus der 1913 gegründeten Königlich Preußischen Baugewerkschule Neukölln
  - Baugewerkschule an der Kurfürstenstraße, hervorgegangen aus der 1878 gegründeten Baugewerkschule des Berliner Handwerker-Vereins, später in Trägerschaft der Stadt Berlin

Aus den Vereinigten Bauschulen von Groß-Berlin wurde 1954 die Staatliche Ingenieurschule für Bauwesen.
Die Technische Fachhochschule Berlin wurde 1971 gegründet, in der weitere Fachbereiche und Studiengänge auch außerhalb des Bauwesens (z. B. Lebensmitteltechnologie) zusammengefasst wurden. Diese wurden nach und nach in überwiegend neuen Gebäuden an der Luxemburger Straße in Berlin-Wedding angesiedelt.
Im Jahr 2009 wurde die Akademie in Beuth Hochschule für Technik Berlin umbenannt. Die Fachhochschule trug den Namen des preußischen Ministerialbeamten Christian Peter Wilhelm Beuth. Ein Gutachten des Soziologie-Professors Achim Bühl, das Beuth eine entscheidende Rolle bei der gesellschaftlichen Festigung antisemitischer Ressentiments zuschreibt, brachte eine erneute Umbenennung der Hochschule ins Gespräch. 2020 stimmte die Akademische Versammlung für die Umbenennung.
Seit dem 1. Oktober 2021 lautet der neue Name der Institution Berliner Hochschule für Technik (BHT).

## Standorte
Die Hochschule nutzt neben den Häusern auf dem Campus Wedding noch traditionell das Gebäude der Technischen Fachhochschule in der Kurfürstenstraße in Berlin-Schöneberg sowie das Forum Seestraße in den Osram-Höfen, Räumlichkeiten in einem Gebäude der Schwedenstraße in Berlin-Gesundbrunnen, sowie ein Gebäude in der Reinickendorfer Wittestraße und das Gründungszentrum (Beuth Startup Hub) in der Residenzstraße.
Aufgrund der Vorgeschichte der BHT mit ihren unterschiedlichen Gründungselementen in verschiedenen Bezirken gibt es kein Hauptgebäude. Das Haus Beuth an der Lütticher Straße am Campus gilt als Zentrale der Hochschule, da sich hier die Hauptverwaltung befindet.

### Haus Beuth (A)

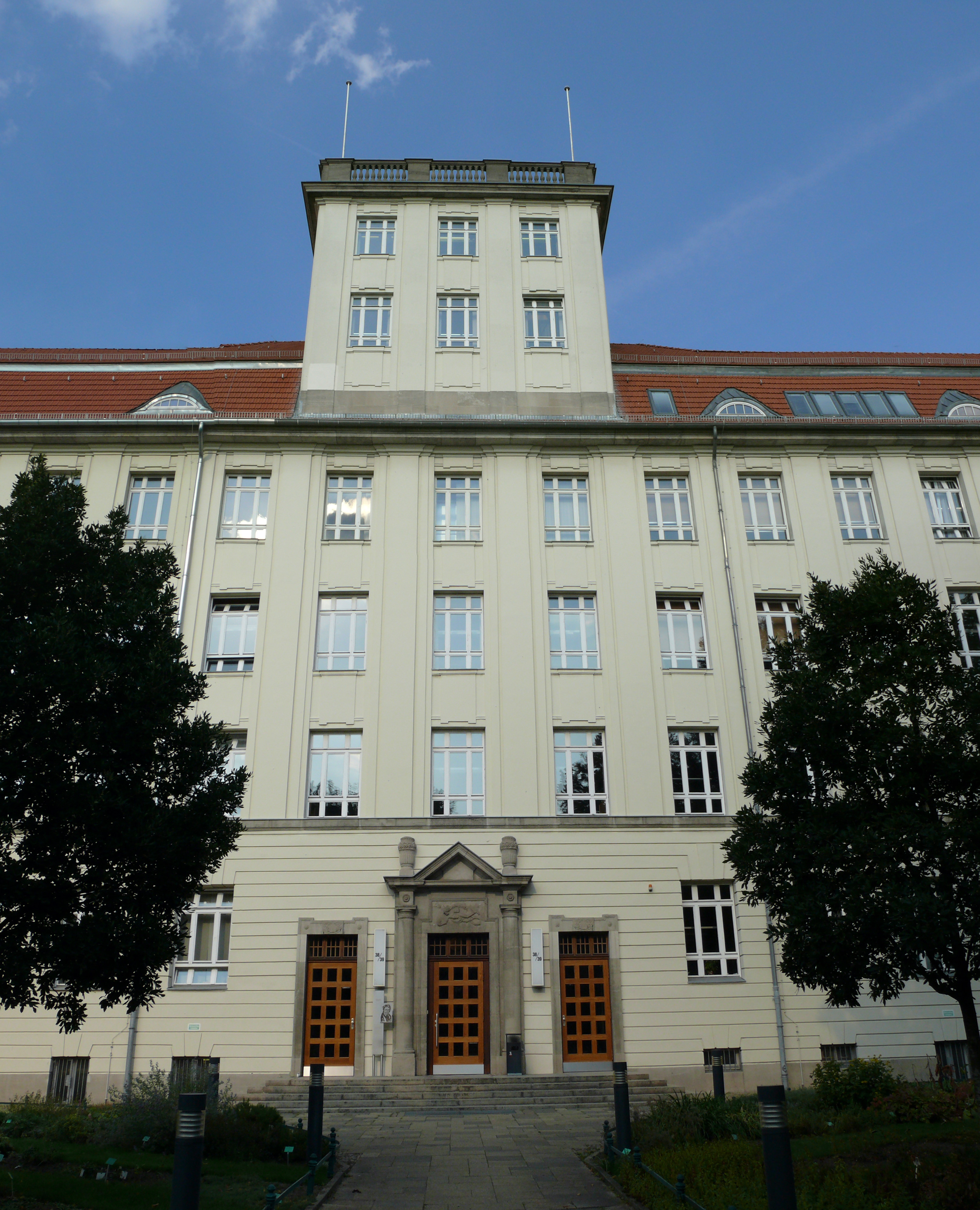
Eingangsportal des Hauses Beuth in der Lütticher Straße

Das Haus Beuth ist das älteste Gebäude auf dem Campus. Es entstand zwischen 1908 und 1910 als 53. und 300. Gemeindeschule, Diesterweg-Realschule und Technische Mittelschule durch den Stadtbaurat Ludwig Hoffmann unter Mitwirkung des Magistratsbaurats Georg Matzdorff, Stadtbaumeisters Straßmann, Regierungsbaumeisters Salingré sowie der Architekten Julius Buchholz und Gerecke. Die Skulpturen waren Werke von Ignatius Taschner.
Mit seiner außerordentlichen Größe und räumlichen Vielfalt bildet das „Schulschloss“ eine Ausnahme im Werk Ludwig Hoffmanns und im Schulbau der Stadt Berlin. Häufig wurden vor 1914 Schulen zu Baugruppen zusammengefasst, aber nur am Zeppelinplatz ergab sich die einzigartige Kombination von vier schulischen Einrichtungen unterschiedlicher Schularten. Die Schulen nutzen nicht nur einen gemeinsamen Standort, sondern sind in einem gemeinsamen Gebäude vereint, ohne als eigenständige Einheiten erkennbar zu sein. Das Bauwerk an Lütticher Straße 37–39, Ostender Straße 39/40, Antwerpener Straße 15 und Limburger Straße umfasst einen ganzen Baublock.
Ludwig Hoffmann betonte die Hauptfassade an der Lütticher Straße, den Flügel der Diesterweg-Realschule, mit einem monumentalen blockhaften Turmaufsatz, der nach zwei Geschossen mit einer barocken Balustrade flach abschließt. Im Flügel an der Ostender Straße waren die 53. und 300. Gemeindeschule untergebracht. Die Technische Mittelschule, gegründet 1909, nutzte die Klassentrakte an Antwerpener und Limburger Straße. Im Innenhof ist ein niedriger Querbau angeordnet, der als Laboratorium und Versuchswerkstatt für Maschinen diente. Eiserne Fachwerkbinder überspannen den Hallenraum, der auch heute noch technische Laboratorien beherbergt.
Nach alliierten Luftangriffen zwischen 1941 und 1945 musste der Lehrbetrieb eingestellt werden. Der kriegszerstörte Flügel an der Ostender Straße wurde 1957 wiederaufgebaut. Es ist ein gelistetes Baudenkmal.
Das Haus beherbergt gegenwärtig die Fachbereiche mit Schwerpunkt Maschinenbau. Im vorgelagerten Annex-Haus an der Lütticher Ecke Limburger Straße befindet sich das Präsidium.

### Haus Gauß (B)

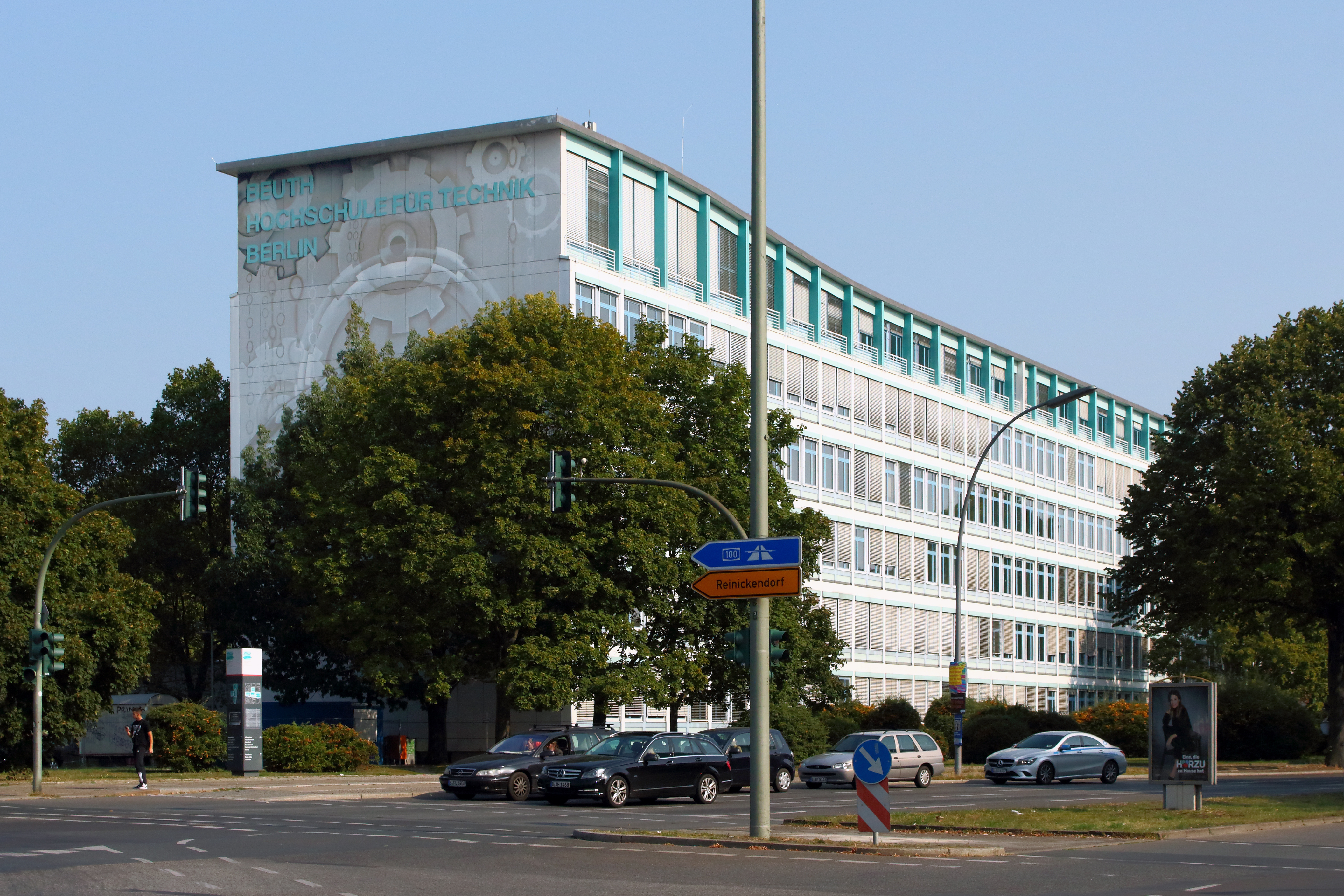
Haus Gauß, Ansicht Amrumer Straße

Das Haus war ab 1964 Sitz der Staatlichen Ingenieurakademie Gauß, die sich zuvor in der Bochumer Straße 8 befand, und ist nach dem Mathematiker, Astronomen, Geodäten und Physiker Carl Friedrich Gauß (1777–1855) benannt. Der Gebäudekomplex entstand 1964 durch Herbert Rimpl und besteht aus einem 150 m langen fünfgeschossigen Hauptgebäude, einem parallel dazu angeordneten eingeschossigen Labortrakt und einer Aula. Mit dem außen sichtbaren Stahlbetonskelett, dem kubischen Aufbau und den großen Fensterflächen ist das Hochschulgebäude ein typisches Beispiel für die moderne Architektur der 1950er und 1960er Jahre. Dem Hauptgebäude ist die Aula vorgelagert. Auf einem zurückgesetzten Unterbau ruht ein kubisches, an drei Seiten geschlossenes Obergeschoss. Der Bezirk Wedding ließ die Aula, nunmehr Max-Beckmann-Saal, bis 1990 in einen Mehrzwecksaal für Konzert- und Theaterveranstaltungen umbauen, der heute das Atze Musiktheater beherbergt. Das Hauptgebäude wurde 1996 durch die Berliner Architekten Lautsch & Partner um ein Geschoss aufgestockt. Es ist ein gelistetes Baudenkmal.
Das Haus Gauß beherbergt vor allem die Bereiche der Elektrotechnik sowie Informatik und Wirtschaftsingenieurwissenschaften.

### Haus Grashof (C)

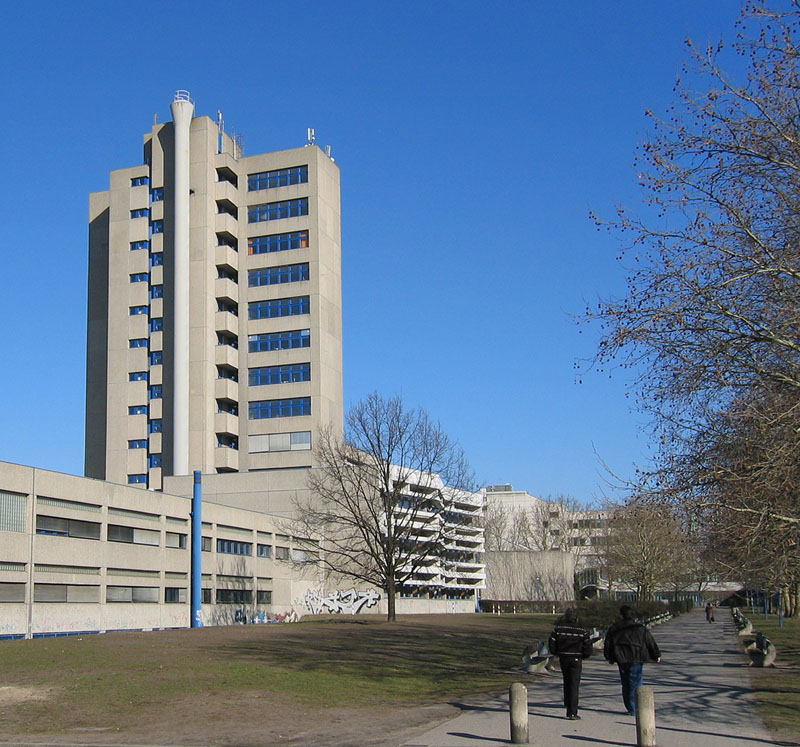
Haus Grashof an der Luxemburger Straße

Das Haus Grashof entstand 1973 als Erweiterung zum Haus Beuth und ist mit diesem durch einen Übergang verbunden. Es trägt den Namen des Maschinenbau-Ingenieurs Franz Grashof (1826–1893), Mitbegründer des Akademischen Vereins Hütte, Mitbegründer und erster Direktor des VDI von 1856 bis 1890. Es besteht aus einem Hochhaus mit zwölf Obergeschossen und dem vorgelagerten Flachbau, in dem die Labore der Elektrotechnik und des Maschinenbaus untergebracht sind. Hier befindet sich auch der größte Hörsaal, der 2013 in Ingeborg-Meising-Saal umbenannt wurde und zuvor Beuth-Saal hieß. Ingeborg Meising (1921–2012) war Mathematikerin und wurde 1971 als erste Professorin an die Technische Fachhochschule berufen. Im Untergeschoss gibt es eine Cafeteria. Teile des Hauses wurden 2012 neugestaltet. 2005 wurde ein Gewächshaus (G) für den Studiengang Gartenbau vor dem Haus fertiggestellt. Auf dem Gebäudedach befinden sich eine Solaranlage und eine LoRaWAN-Antenne.

### Haus Bauwesen (D)

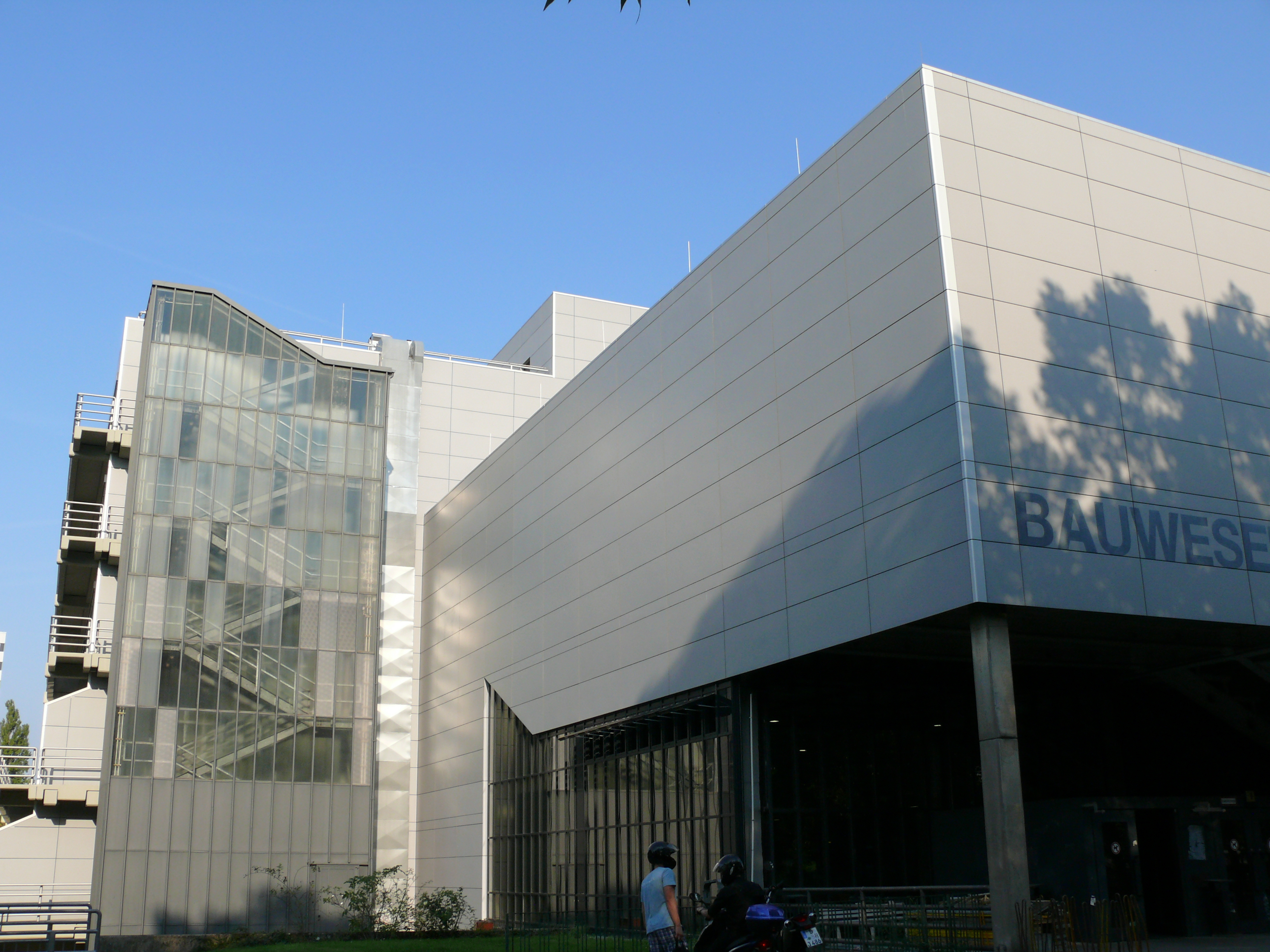
Haus Bauwesen

Das Haus für Bauwesen entstand 1976 durch die Architekten von Beulwitz und Bonn. Es ist in zwei Längstrakte gegliedert, die durch drei Zwischenbauten miteinander verbunden sind. In den Längstrakten gibt es Hörsäle, Lehr- und Büroräume sowie die Bibliothek und das Hochschulrechenzentrum. Das Haus Bauwesen beherbergt die nach dem Zusammenschluss der Ingenieurakademie zur Technischen Fachhochschule Berlin im Jahr 1971 übernommenen Studienschwerpunkte Architektur, Bauwesen sowie Geoinformationswesen der ehemaligen Ingenieurakademie für Bauwesen Kurfürsten- und Leinestraße. Außerdem befindet sich hier das Fernstudieninstitut, die Zentralreferate Forschung und Technologietransfer sowie das Zentrum für Forschung und Innovation (ZFI). Teil des Gebäudes ist des Weiteren eine Cafeteria sowie die Mensa, gelegen an der Luxemburger Straße.
Auf dem Dach des Hauses Bauwesen betreibt die Hochschule gemeinsam mit einem durch das Gründerzentrum geförderten Startup experimentelle Bienenstöcke.

### Forum Seestraße (F)

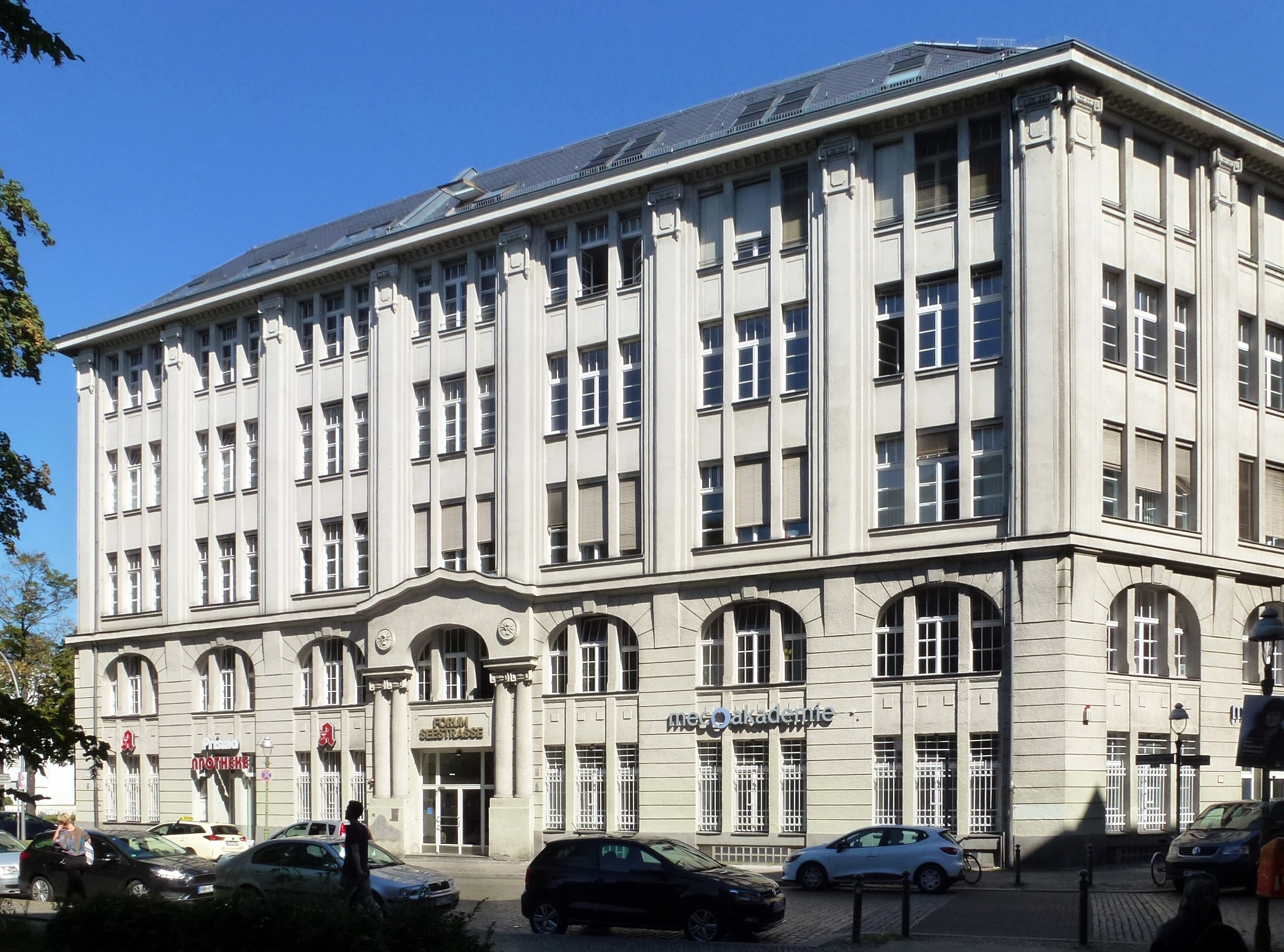
Forum Seestraße

Das Gebäude an der Seestraße entstand 1910 nach Planung des Architekten Hermann Enders als Verwaltungsgebäude für das ab 1906 aufgebaute Glühlampenwerk der Bergmann-Elektricitäts-Werke AG und steht mit anderen Bauteilen unter Denkmalschutz. Der gesamte Fabrikkomplex wurde 1935 von der Osram GmbH übernommen und nach 1990 stillgelegt; es entstanden die Osram-Höfe, ein vielfältig genutztes Geschäfts- und Gewerbezentrum. Von der Berliner Hochschule für Technik wird seit 1987 das Gebäude Seestraße 64 im 2., 3. und 5. Obergeschoss nach Umbau zu Laboratorien durch die TFH genutzt. Hier befinden sich Einrichtungen der Bereiche Life Sciences und Medizinisch-Physikalische Technik sowie Umwelttechnologien/-wissenschaften.

### Haus Kurfürstenstraße (K)

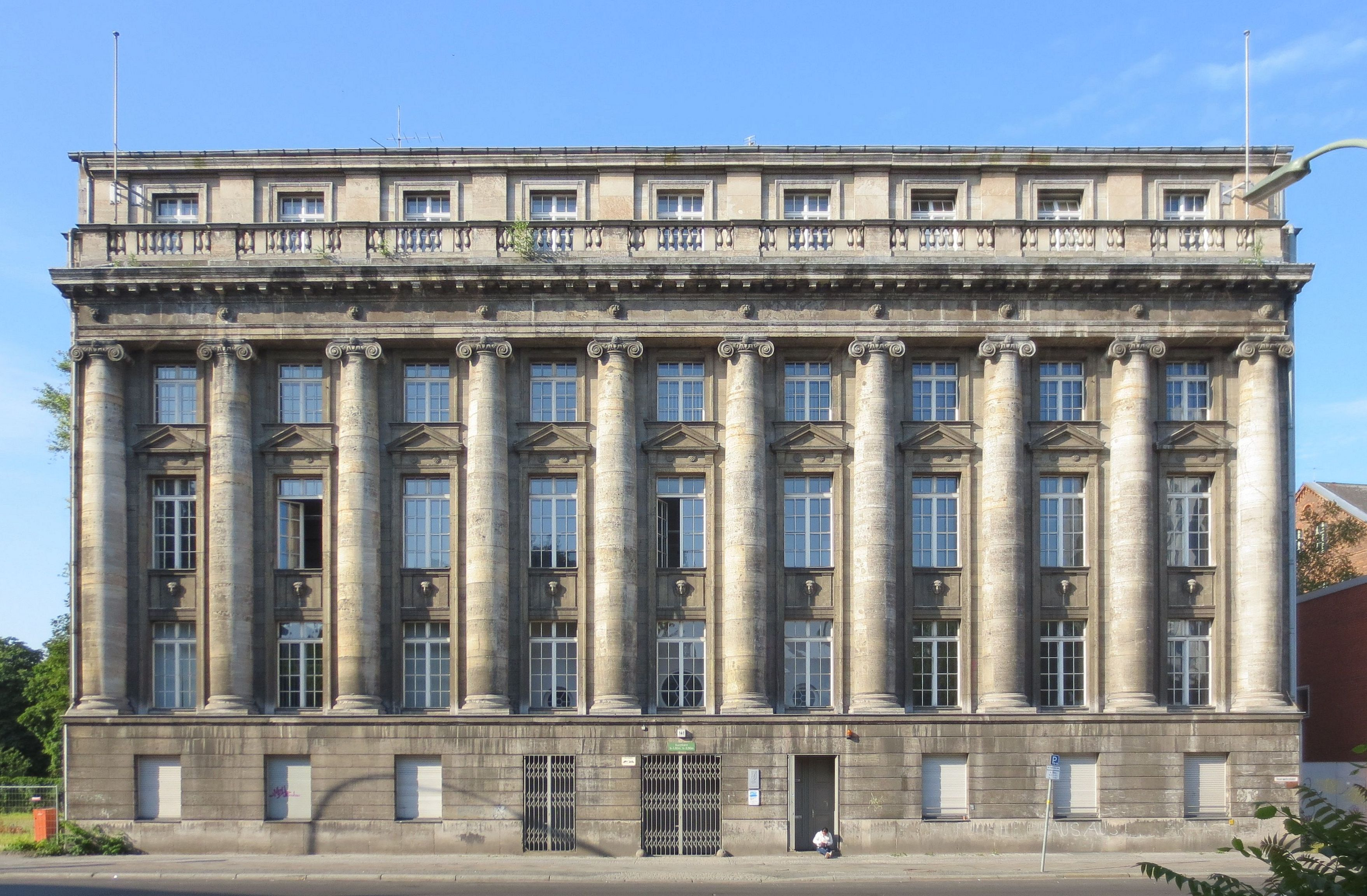
Haus Kurfürstenstraße

Das Schulgebäude Kurfürstenstraße 141 in der Schöneberger Vorstadt (seit 1938 zum Bezirk Schöneberg gehörend) entstand 1911–1914 für die Städtische Baugewerkschule nach Planung von Stadtbaurat Ludwig Hoffmann und wurde noch kurz vor Kriegsbeginn 1914 eingeweiht. Durch Bombenschäden im Zweiten Weltkrieg wurde das Gebäude unbenutzbar, es verfügte lange Zeit nur über ein Notdach, und einer der Seitenflügel war ganz zerstört. Erst 1953, nach dem der Wiederaufbau beendet worden war, konnte der Lehrbetrieb hier mit den Schwerpunkten Hochbau und Tiefbau wieder aufgenommen werden. Nach der Eingliederung der nunmehr Staatliche Ingenieurschule für Bauwesen Berlin (auch Staatliche Ingenieurakademie) genannten Einrichtung in die Technische Fachhochschule erfolgte 1976 der Umzug der Baufachbereiche in das Haus Bauwesen. Das Haus Kurfürstenstraße wurde dann vom Fachbereich Lebensmitteltechnologie genutzt. Heute befinden sich dort die Studiengänge Augenoptik/Optometrie sowie Humanoide Robotik. Das Gebäude steht unter Denkmalschutz.

### Wedding Advanced Laboratories (WAL)
Mit den Wedding Advanced Laboratories wird in ein Laborgebäude für die biotechnologischen und pharmazeutischen Studiengänge entstehen. Das Gebäude ist Teil des Zwei-Standort-Vorhabens zur Schließung kostenintensiver Außenstellen und wird zwischen Haus Grashof und der Luxemburger Straße gebaut. Der Baubeginn war 2020.

## Organisation

### Präsidium
Mit der Gründung Technischen Fachhochschule Berlin im Jahr 1971 bis zum Jahr 1991 war der Mathematiker Jürgen Tippe Präsident der Hochschule. Sein Nachfolger wurde für vier Jahre der Informatiker Günter Siegel (1941–2019).
1995 wurde der Physiker und Astronom Gerhard Ackermann (* 1939 in Westfalen) Präsident der Hochschule, nachdem dieser zuvor zwei Jahre bereits als Vizepräsident tätig war.
Von 2003 bis 2011 wurde der Wirtschaftsingenieur Reinhard Thümer (* 1945) sein Nachfolger, nachdem er seit 1997 als Erster Vizepräsident aktiv war.
Von 2011 bis 2019 wurde die Hochschule von der Zellbiologin Monika Gross geleitet, die seit 1992 als Professorin sowie von 1997 bis 2003 als Vizepräsidentin an der Hochschule gearbeitet hatte. Drei Jahre vor ihrer Tätigkeit als Präsidentin war sie Dekanin des Fachbereichs Life Sciences and Technology tätig.
Von 2019 bis 2023 war der Ingenieur Werner Ullmann als ihr Nachfolger Präsident.
Seine Nachfolgerin für eine Amtszeit von vier Jahren ist seit 1. Oktober 2023 die Ökonomin Julia Neuhaus.

### Fachbereiche

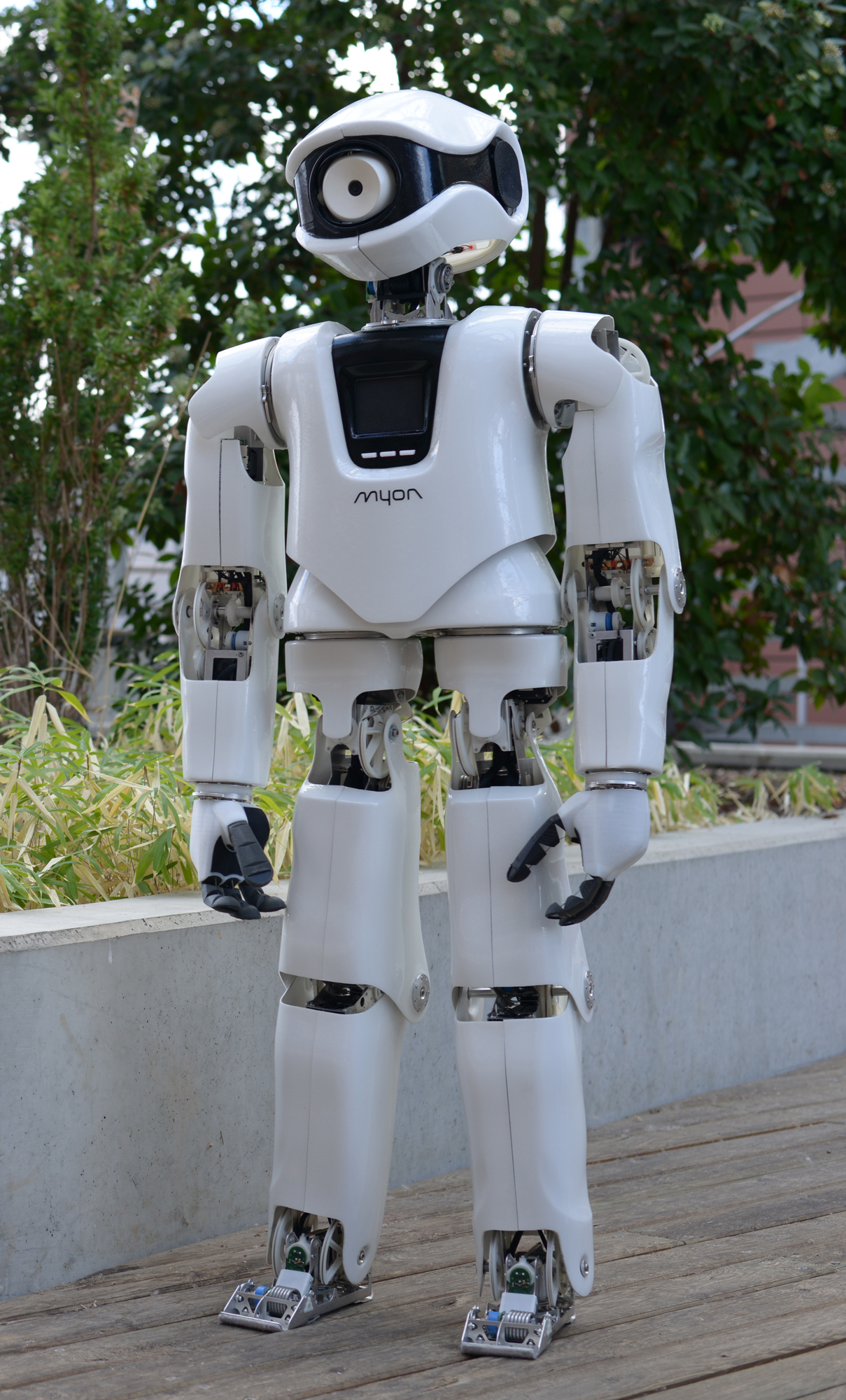
Humanoider Roboter Myon, entwickelt im Fachbereich VII

Die Berliner Hochschule für Technik ist in Fachbereiche anstelle von Fakultäten gegliedert. Es bestehen acht Fachbereiche mit jeweils drei bis neun Studiengängen.
Seit 2005 werden nur Bachelor- und Master-Studiengänge angeboten. Die BHT ist die einzige Fachhochschule Deutschlands, die als staatliche Institution ein Studium der Theater- und Veranstaltungstechnik anbietet.
I 00– Wirtschafts- und Gesellschaftswissenschaften
II 0 – Mathematik – Physik – Chemie
III0 – Bauingenieur- und Geoinformationswesen
IV0 – Architektur und Gebäudetechnik
V 0 – Life Sciences and Technology
VI 0– Informatik und Medien
VII0– Elektrotechnik – Mechatronik – Optometrie
VIII – Maschinenbau, Veranstaltungstechnik, Verfahrenstechnik

### Professoren
→ Siehe: Kategorie „Hochschullehrer (Berliner Hochschule für Technik)“
- Yadegar Asisi (* 1955), Architekt und Künstler
- Dieter Berndt (1938–2013), Verpackungstechniker
- Jürgen Böker (1940–2010)
- Stephan Braunfels (* 1950), Architekt
- Ilona Buchem (* 1976), Kommunikationswissenschaftlerin
- Horst Czichos (* 1937), Ingenieur, Physiker, Präsident der Bundesanstalt für Materialforschung und -prüfung (BAM)
- Hilger Flamm (1925–2012), Maschinenbauingenieur
- Matthias Haber (* 1976), Architekt
- Bernhard Justen (1921–2006), Wirtschaftsingenieur, Pionier der Projektmanagement-Normung
- Petra Kahlfeldt (* 1960), Architektin
- Gudrun Kammasch (1942–2024), Lebensmittelchemikerin und erste weibliche Professorin der Hochschule
- Ralf Lunau (* 1965), ehemaliger Kulturbürgermeister Dresdens
- Ingeborg Meising (1921–2012), Informatikerin
- Volkmar Miszalok (1944–2012), Mediziner und Informatiker
- Peter P. Pachl (1953–2021), Regisseur, Intendant, Autor und Publizist
- Dietmar Rudolph (1941–2022), Ingenieur der Rundfunktechnik
- Wolfgang Schäche (* 1948), Architekturhistoriker
- Andreas Solymosi (* 1947), deutsch-ungarischer Mathematiker, Informatiker
- Peter Sykora (* 1944), Bühnenbildner
- Sven-Hendrik Voß (* 1978), Elektroingenieur
- Debora Weber-Wulff (* 1957), Medieninformatikerin
- Hans Joachim Wefeld (1926–2001), Ingenieur, Betriebswirt und Mitbegründer der Akaflieg Berlin
- Rüdiger Weis (* 1966), Diplom-Mathematiker und Kryptograph
- Raban Graf von Westphalen (1945–2025), Politologe und Jurist
- Burghilde Wieneke-Toutaoui (* 1958), Maschinenbauingenieurin, Präsidentin der Technischen Hochschule Brandenburg

## Einrichtungen

### Virtuelle Fachhochschule
Im Rahmen des Hochschulverbundes Virtuelle Fachhochschule (VFH) werden länderübergreifend mehrere Online-Studiengänge angeboten.
Von 1999 bis 2003 nahm die Technische Fachhochschule Berlin am Bundesleitprojekt Virtuelle Fachhochschule für Technik, Informatik und Wirtschaft teil. Ziel des Projektes war es, das FH-Studium den geänderten gesellschaftlichen und technischen Bedingungen anzupassen sowie weitergehende Anpassungsfähigkeit aufzubauen und dauerhaft sicherzustellen. Neben der Technischen Fachhochschule Berlin arbeiteten an der Entwicklung der Virtuellen Fachhochschule zehn weitere Fachhochschulen, zwei Universitäten, die Tarifpartner sowie Firmen aus den norddeutschen Bundesländern und das Bundesministerium für Bildung und Forschung zusammen. Nach erfolgreichem Projektabschluss wird die Organisation an der BHT vom Labor Online Learning weitergeführt.

### Zentrales Fernstudieninstitut
Die Berliner Hochschule für Technik verfügt über ein Fernstudieninstitut (FSI), das 1983 als Zentralinstitut gegründet wurde. Für dessen weiterbildende Fernstudienangebote wird ein Nutzungsentgelt erhoben. Studierende der Masterstudiengängen bekommen auch einen Studentenstatus.

### Zentrum für Forschung und Innovation
Das 2019 eingerichtete und im Aufbau befindliche Zentrum für Forschung und Innovation (ZFI) dient der Stärkung und Koordinierung des Forschungsprofils der Hochschule, der Unterstützung des kooperativ an der Hochschule promovierenden wissenschaftlichen Nachwuchses sowie der Entwicklung von fachbereichsübergreifenden Forschungsvorhaben. Im Oktober 2020 wurden im Zuge dessen die Forschungsverbünde Data Science +X und Humanoide Robotik und Mensch-Technik-Interaktion (HARMONIK) eingerichtet.

### Kompetenzzentrum Stadt der Zukunft

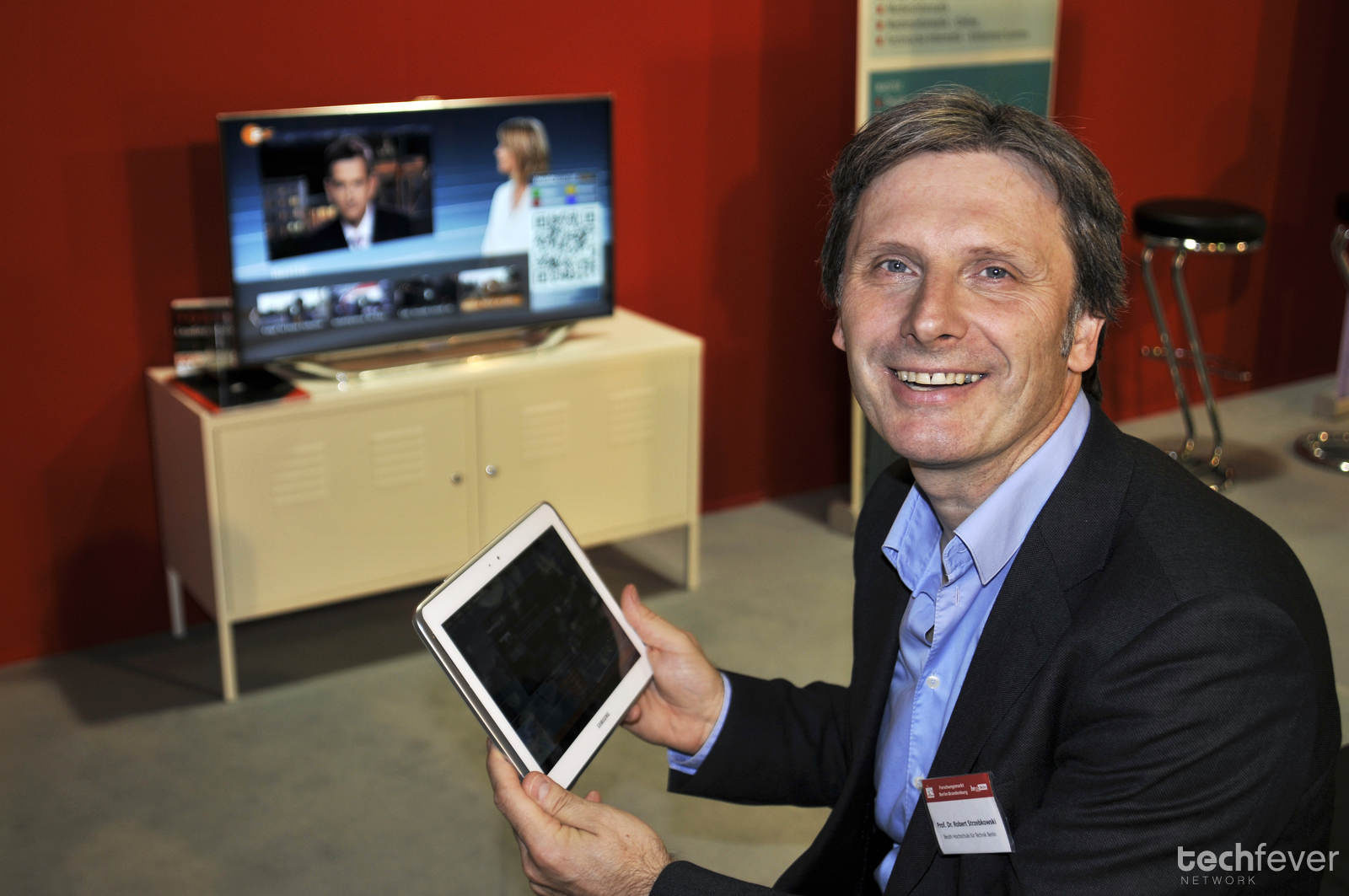
Robert Strzebkowski, Fachbereich VI

Die Hochschule nutzt das Themenfeld Stadt der Zukunft seit etwa 2009 als Leitbild für die eigene Lehr- und Forschungstätigkeit. Neben Lehrveranstaltungen und Wettbewerben betreibt die Hochschule ein aus den drei Clustern „Leben“, „Infrastrukturen“ und „Urbane Technologien“ bestehendes Kompetenzzentrum.

### Kompetenzzentrum Digitale Medien
Das Kompetenzzentrum Digitale Medien soll die Umsetzung der Digitalisierungsstrategien befördern und diese fortentwickeln. Es setzt sich aus dem Vizepräsidium für Studium und Lehre, einer wissenschaftlichen Leitung des Referats Qualitätsmanagement sowie bei Bedarf weiteren Hochschulangehörigen zusammen. Neben der Auszeichnung guter Lehre soll die Beratung auch für Einrichtungen außerhalb der Hochschule zur Verfügung gestellt werden.

### Gender- und Technik-Zentrum
Seit mindestens den 1990er Jahren gab es gleichstellungspolitische Projekte an der heutigen Berliner Hochschule für Technik. 2001 wurde dann der Projektverbund Chancengleichheit für Frauen gegründet, aus dem 2009 das Gender- und Technik-Zentrum (GuTZ) der Hochschule hervorging. Das Ziel des Zentrums ist es strukturelle Hindernisse zu überwinden, Frauen auf allen wissenschaftlichen Qualifikationsstufen und in Führungspositionen zu unterstützen. Seit Gründung hat sich der Fokus des GuTZ erweitert. Aspekte von Diversität und Chancengleichheit im Bildungsbereich gewannen an Bedeutung. Zur Verwirklichung seines Ziels wirbt das Zentrum Drittmittel ein.

### Hochschulsport
Die BHT verfügt über eine Zentraleinrichtung für Hochschulsport, die zum Beispiel auch Olympiastützpunkt Berlin ist. Außerdem werden hier die Sicherheitskräfte im öffentlichen Personennahverkehr (ÖPNV), der Berliner Verkehrsbetriebe (BVG) weitergebildet.

### Wettbewerbe
Die Hochschule ist für ihren jährlich stattfindenden Kreativwettbewerb Beuth meets MacGyver bekannt. Der 2012 ins Leben gerufene Wettbewerb richtet sich an Studierende der Berliner Hochschule für Technik sowie an Schülerinnen und Schüler von Berliner und brandenburgischen Grund- und Oberschulen. Das Sprachenkompetenzzentrum der Hochschule verlieh jährlich von 2006 bis 2021 den BHT-Sprachenpreis, der für fremdsprachige Essays zur Beantwortung einer jährlich festgelegten Leitfrage verliehen wird.

## Transfer und Verankerung im Bezirk

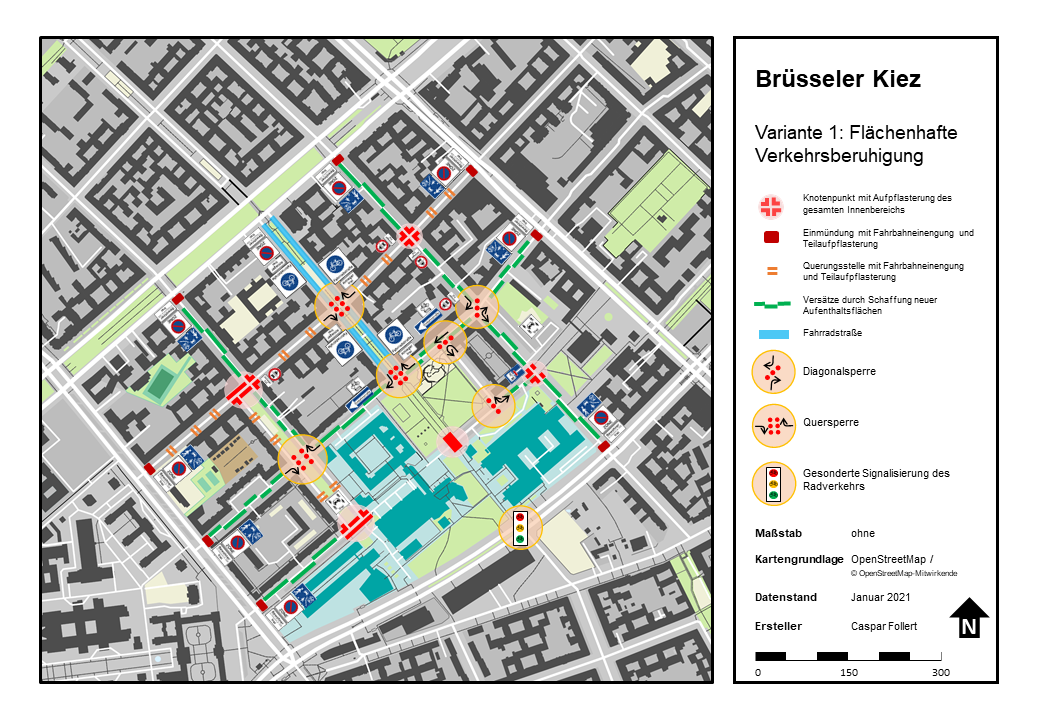
Studentischer Entwurf eines Superblocks für das Hochschul-Nahfeld (Follert 2021)

Neben internationaler anwendungsorientierter Forschung mit nationaler und europäischer Förderung und kooperative Abschlussarbeiten bei Unternehmen und Forschungseinrichtungen wirkt die Hochschule auch durch Projekte im Bezirk in die unmittelbare Stadtgesellschaft. So beteiligten sich Studierende in der Vergangenheit unter anderem an der Neugestaltung des Zeppelinplatzes und des Schulhofs der Ernst-Schering-Schule, sowie des Kiezblocks Brüsseler Kiez. Zudem organisierten Hochschulangehörige öffentliche Ringvorlesungen und Repair-Cafés.

## Mitgliedschaften und Kooperationen
- Berlin Innovation Transfer (BIT6)
- Institut für Angewandte Forschung Berlin e. V. (IFAF)
- Netzwerk Reallabore der Nachhaltigkeit (Projektlabor Zukunft & Nachhaltigkeit)
- Studentische Darlehnskasse e. V.

Gemeinsam mit außeruniversitären Forschungseinrichtungen wie dem Helmholtz-Zentrum Berlin für Materialien und Energie (HZB) hat die Hochschule mehrere sogenannte Sektoralprofessuren eingerichtet.
Von 2023 bis 2027 ist die BHT Teil des Projekts „Zukunft findet Stadt – Hochschulnetzwerk für ein resilientes Berlin“. Ziel des Verbunds unter fünf Berliner Hochschulen ist es die Innovationen, die in der Stadt entstehen, auch in Berlin umzusetzen.

## Studierendenschaft

### Gruppierungen
An der Hochschule existieren neben den Gremien der Studierendenschaft, dem Allgemeinen Studierendenausschuss (AStA), dem Studierendenparlament (StuPa) und den Fachschaftsräten (FSR), mehrere Initiativen und Hochschulgruppen:
So organisieren sich einige Architekturstudierende als Bautrieb Berlin, während die Studierendeninitiative Rat für Zukunftsweisende Entwicklung (RZE), die Hochschulgruppe des Berliner Komitees für UNESCO-Arbeit, die Studenten und Jungingenieure des VDI Bezirksvereins Berlin-Brandenburg, die BEpreneurs, ein lokaler Fridays-for-Future-Ableger und die Initiative für Transparenz und Kommunikation (ITK) campusweit agieren. Zuletzt waren neben der Autonomen Linke Liste (ALL) die Femiliste, Freibier-Liste, Für Transparenz in der Lehre (FTL), sowie weitere Studierende der allgemeinen Liste im StuPa vertreten.

### Promotionsstipendien
Seit 2009 haben Graduierte dieser sowie anderer Hochschulen und Universitäten die Möglichkeit, sich um ein Promotionsstipendium am Campus zu bewerben. Voraussetzung sind jeweils eine betreuende Professur der BHT und einer Universität, eine sehr gute Abschlussnote eines akademischen Grades und die mehrheitliche Durchführung der Forschung am Campus der Hochschule.

### Medien
Der AStA betreibt seit 2017 ein eigenes Newsportal, das sich den studentischen Aktivitäten an der Hochschule widmet. Ebenfalls aktiv ist die AStA-eigene Präsenz zu Kontaktdaten, Sprechzeiten und für gremienpolitische Weiterverlinkungen.

### Bekannte Absolventen und Studierende
- Frieder Gebhardt (* 1949), Kartograph und Politiker
- Karin Stief-Kreihe (1949–2018), Bauingenieurin und Politikerin
- Herbert Voß (* 1949), Elektroingenieur und Fachbuchautor
- Almut Kottwitz (* 1952), Ingenieurin, Ministerialbeamtin und Politikerin (Die Grünen)
- Reinhard Matissek (* 1952), Lebensmittelchemiker und Professor
- Hanspeter Faas (* 1954), Gartenbauer
- Sabine Walkenbach (* 1955), Synchronsprecherin
- Heidemarie Mundlos (* 1956), Gartenbauerin und Politikerin
- Rainer Semet (* 1957), Wirtschaftsingenieur und Politiker
- Andreas Hoferick (* 1959), Bildhauer und Restaurator
- Özcan Mutlu (* 1968), Nachrichtentechniker und Politiker
- Florian Schäffer (* 1971), Informatiker und Journalist
- Boris Floricic (1972–1998), bekannt geworden als Hacker Tron und Entwickler des Cryptophons
- Stefan Liebich (* 1972), Betriebswirt und Politiker
- Julia von Heinz (* 1976), Filmregisseurin und Drehbuchautorin
- Van Bo Le-Mentzel (* 1977), Architekt und Professor
- Kenza Ait Si Abbou (* 1981), Ingenieurin und Rednerin
- Wanja Gerick (* 1981), Medieninformatiker und Synchronsprecher
- David Hain (* 1981), Webvideoproduzent und Journalist
- Britta Steffen (* 1983), ehemalige Schwimmerin und Olympiasiegerin
- Benjamin Teske (* 1983), Filmregisseur und Drehbuchautor
- Michael Pinske (* 1985), Judoka
- Mohamed El-Asmer (* 1988), Schauspieler
- Mattes Schönherr (* 2000), Ruderer
- Robin „Robinga Schnögelrögel“ König (um 2000), Naturschützer und Influencer